# ESLint
ESLint는 자바스크립트 코드에서 발견되는 문제시되는 패턴들을 식별하기 위한 정적 코드 분석 도구이다. 니콜라스 C. 자카스가 2013년에 개발하였다. ESLint의 규칙들은 구성이 가능하며, 사용자가 지정한 규칙들을 정의하고 로드할 수 있다. ESLint는 코드 품질과 코딩 스타일 문제들을 커버한다. ESLint는 현행 ECMA스크립트 표준과 차기 표준 초안의 실험적인 문법을 지원한다. JSX나 타입스크립트를 이용한 코드 또한 플러그인 또는 트랜스파일러가 사용될 때 처리가 가능하다.